# بخش کلینتون فالز، شهرستان استیل، مینه سوتا
بخش کلینتون فالز (به انگلیسی: Clinton Falls Township) یک منطقهٔ مسکونی در ایالات متحده آمریکا است که در شهرستان استیل، مینه‌سوتا واقع شده‌است.
 بخش کلینتون فالز ۴۱٫۸ کیلومتر مربع مساحت و ۴۵۲ نفر جمعیت دارد و ۳۷۲ متر بالاتر از سطح دریا واقع شده‌است.